# Магнетохимия
Магнитохимията е дял от физикохимията, изучаващ зависимистта между магнитните свойства и строежа на веществата и влиянието на магнитните явления върху кинетиката на химичните реакции.